# الجرن (ذي السفال)

تعديل مصدري - تعديل

الجرن محلة تابعة لقرية داغش، التابعة لعزلة الدخال بمديرية ذي السفال إحدى مديريات محافظة إب في الجمهورية اليمنية، بلغ تعداد سكانها 65 حسب تعداد اليمن لعام 2004.